# Informatikstudium
Das Informatikstudium ist das Studium der Fachrichtung Informatik. Es wird an Hochschulen mit einem akademischen Grad abgeschlossen.

## Allgemein
Ein Informatikstudium kann an verschiedenen Bildungseinrichtungen erfolgen. Im Hochschulbereich in Deutschland sind dies Universitäten und gleichgestellte Hochschulen sowie Fachhochschulen. Dabei endet das Informatikstudium mit einer Hochschulprüfung und damit mit der Vergabe eines akademischen Grades. Der Studieninhalt kann dabei je nach gewählter Hochschulform, aber auch von Hochschule zu Hochschule stark variieren.
Außerdem bieten Berufsakademien duale Ausbildungen im Studienbereich Informatik. Diese sind jedoch keine Hochschulen und führen zu einer staatlichen Abschlussbezeichnung anstelle eines akademischen Grades. In Baden-Württemberg wurden die Berufsakademien 2009 zu Dualen Hochschulen umgewandelt und können seither ebenfalls akademische Grade verleihen.

## Studieninhalte
Im Studium der Informatik erlernen die Studenten zunächst die Grundlagen der praktischen, theoretischen und technischen Informatik sowie die dazu benötigte Mathematik.
Der Ausprägungsgrad der einzelnen Teilbereiche hängt stark von der Hochschule ab.
Lehrinhalte der einzelnen Gebiete umfasst typischerweise:
- Praktische/Angewandte Informatik
  - Programmierparadigmen (funktional, deklarativ, logisch, imperativ, objektorientiert etc.)
  - Algorithmik (Konstruktion, Analyse und Optimierung)
  - Datenstrukturen
  - Softwareentwicklung
  - diverse Anwendungsgebiete (Wirtschaft, Medizin, Geografie)
- Theoretische Informatik
  - Teile der theoretischen Linguistik (Formale Sprachen, Grammatiken, Parser)
  - Automatentheorie
  - Berechenbarkeits- und Komplexitätstheorie
- Technische Informatik
  - Elektrotechnik
  - Rechnerarchitekturen und -entwurf
  - Betriebssysteme und Kommunikationstechnik
  - Netzwerktechnik
- Mathematik
  - Diskrete Mathematik (Graphentheorie, abstrakte Algebra & Zahlentheorie)
  - Stochastik (diskrete und kontinuierliche Wahrscheinlichkeitsräume, Bayes-Statistik, Zufallsvariablen)
  - Mathematische Logik
  - Lineare Algebra
  - Analysis

Neben den klassischen Inhalten aus der Informatik werden heute, infolge der immer stärkeren Verbreitung und auch Spezialisierung, auch in erheblichem Maße interdisziplinäre Anteile integriert, meist in Form eines frei wählbaren Ergänzungsfachs. Gab es anfangs an deutschen Hochschulen eher allgemeine Informatikstudiengänge, so werden heute zunehmend ganze interdisziplinäre Trendstudiengänge angeboten, z. B. in Bioinformatik, Geoinformatik, Wirtschaftsinformatik oder Medieninformatik, sowie Studiengänge auf Lehramt.
Während das Studium an Universitäten mit Promotionsrecht auf die wissenschaftliche Entwicklung neuer Methoden vorbereiten soll, vermittelt es an Fachhochschulen traditionell die Fähigkeit zur Anwendung bestehender wissenschaftlicher Methoden. Bei den dualen Studiengängen der Berufsakademien findet die Hälfte der Ausbildung in einem Ausbildungsunternehmen statt, mit denen jeweils ein individueller Ausbildungsvertrag besteht.

## Akademische Grade

### Bachelor und Master
Im Bereich der Informatik werden in der Regel die Abschlussbezeichnungen Bachelor of Science, abgekürzt B. Sc., und Master of Science, abgekürzt M. Sc., vergeben. Neben der Informatik gehören der Fächergruppe dieser Abschlüsse auch Mathematik, Naturwissenschaften sowie je nach Schwerpunkt eines Studiengangs auch Ingenieur- oder Wirtschaftswissenschaften an. In interdisziplinären Studiengängen können durch abweichende Schwerpunkte auch andere Abschlüsse vergeben werden, etwa der Master of Engineering in Geoinformatik.
In Bachelorstudiengängen und konsekutiven Masterstudiengängen sind diese Mastergrade nach Beschluss der Kultusministerkonferenz von 2003 vorgeschrieben und werden auch nicht mehr durch fachliche Zusätze ergänzt wie „in Computer Science“. Ältere Studiengänge müssen die Abschlussbezeichnung im Rahmen der Reakkreditierung anpassen. In nicht-konsekutiven und weiterbildenden Studiengängen dürfen auch abweichende Abschlussbezeichnungen verliehen werden, diese sind jedoch selten. Der Bachelor- oder Mastergrad kann in bestimmten Fällen mit Hochschulzusatz verliehen werden, z. B. an der TU München (TUM).
Bachelor- und Masterabschlüsse werden als akademische Grade von Universitäten und gleichgestellten Hochschulen sowie Fachhochschulen angeboten. Alle Bachelor- bzw. Masterstudiengänge müssen dabei gemeinsame Anforderungen erfüllen, die bei der Akkreditierung geprüft werden. Die Abschlüsse werden von der Bezeichnung her nicht mehr nach Hochschulart differenziert, sodass eine Abgrenzung zwischen Fachhochschul- und Universitätsabschlüssen (mit Ausnahme von Hochschulzusätzen im Bachelor- oder Mastergrad, s. o.) nicht mehr möglich ist.
Die Regelstudienzeit beträgt 6 bis 8 Semester für einen Bachelor (meist 6) und weitere 2 bis 4 Semester (meist 4) für einen Master. Sie ist ebenfalls nicht von der Hochschulart und auch nicht von der Fachrichtung Informatik abhängig. Ein konsekutiver Masterstudiengang hat zusammen mit einem vorausgehenden Bachelor eine Regelstudienzeit von 10 Semestern, was 300 ECTS-Punkten entspricht.
Masterstudiengänge in Informatik können, wie in anderen Fachrichtungen auch, dem Profil stärker anwendungsorientiert oder stärker forschungsorientiert zugeordnet werden. Die Profile hängen ebenfalls nicht von der Hochschulart ab. Beide Profile können grundsätzlich sowohl an Universitäten als auch an Fachhochschulen angeboten werden.
An Berufsakademien werden auch Bachelorstudiengänge angeboten, die eine staatliche Abschlussbezeichnung verleihen. Diese Abschlüsse sollen künftig die gleichen hochschulrechtlichen Berechtigungen wie die Bachelor-Abschlüsse der Hochschulen verleihen, um die Zulassung zu einem weiterführenden Studium zu vereinfachen.

### Diplom
Nachdem in Deutschland im 20. Jahrhundert das Diplom als Abschluss dominierte, fand im Zuge des Bologna-Prozesses auch in der Informatik bis 2010 eine Umstellung auf die gestuften Studiengänge mit den Abschlüssen Bachelor und Master statt, so dass die Diplomstudiengänge inzwischen großteils ausgelaufen sind. In Sachsen allerdings besteht die Möglichkeit, modularisierte Diplomstudiengänge einzuführen, wie zum Beispiel an der HTW Dresden und der TU Dresden. 
Die Regelstudienzeit beträgt im Diplomstudiengang Informatik 9 Semester. Die letzte länderübergreifende Rahmenordnung für die Diplomprüfung im Studiengang Informatik an Universitäten und gleichgestellten Hochschulen der Kultusministerkonferenz von 1995 wurde 2004 ersatzlos für überholt erklärt. Die Diplomstudiengänge in Informatik der Fachhochschulen sind nach Vorgaben der Kultusministerkonferenz in der Regelstudienzeit mit 8 Semestern um ein Semester kürzer, wobei ein oder zwei Praxissemester enthalten sind.
Die Universitäten verleihen den akademischen Grad Diplom-Informatiker, je nach Prüfungsordnung abgekürzt Dipl.-Inform. oder Dipl.-Inf., an Hochschulen in Bayern teilweise auch Dipl.-Inform. (univ.). In manchen Fällen kann die Abschlussbezeichnung mit Hochschulzusatz geführt werden, z. B. (TUM) an der TU München. 
Die Fachhochschulen haben zunächst auch den akademischen Grad Diplom-Informatiker verliehen, ab 1987 mit dem Zusatz (FH), abgekürzt Dipl.-Inform. (FH) oder Dipl.-Inf. (FH). 
An Berufsakademien wird die staatliche Abschlussbezeichnung Diplom-Informatiker (BA) verliehen, abgekürzt Dipl.-Inform. (BA) oder Dipl.-Inf. (BA). Die Ausbildung dauert zwei bis drei Jahre und führt zu einem gesetzlich geregelten Berufsabschluss mit staatlicher Prüfung. Etwa die Hälfte wird als Studium an der Berufsakademie absolviert und die andere Hälfte im Ausbildungsunternehmen.
Während zunächst nur Abschlüsse als Diplom-Informatiker oder Diplomingenieur verliehen wurden, sind mit zunehmend interdisziplinären Studiengängen auch eigene Diplomabschlüsse in den Teildisziplinen aufgetreten. Diese sind jedoch nicht einheitlich, und stark interdisziplinäre Studiengänge verwenden teilweise dennoch die normalen Diplomabschlussbezeichnungen.

### Promotion
An Universitäten und gleichgestellten Hochschulen besteht die Möglichkeit zu promovieren. Eine Promotion dient dem Nachweis der Befähigung zu vertiefter wissenschaftlicher Arbeit. Diese führt hierbei in der Regel von der universellen Bildung weg zu einer Spezialisierung in ein entsprechendes Teilgebiet. Entsprechend der Fakultät und der Ausrichtung der Dissertation wird oft entweder der akademische Grad eines Doktors der Naturwissenschaften (Dr. rer. nat.) oder eines Doktors der Ingenieurwissenschaften (Dr.-Ing.) verliehen.
Der Masterabschluss an Universitäten und Fachhochschulen berechtigt grundsätzlich zur Promotion, wie bisher die Diplomabschlüsse der Universitäten. Aber auch mit einem Bachelor kann man promovieren. Besonders qualifizierten Diplomabsolventen von Fachhochschulen oder Berufsakademien kann der Zugang zur Promotion an einer Universität ebenfalls eröffnet werden. Dazu müssen jedoch je nach Zulassungsvorschriften zuerst eine Aufnahmeprüfung absolviert und zusätzliche Studienleistungen erbracht werden, die einige Semester umfassen können.
Nach Abschluss einer Promotion ist erneut die Entscheidung zwischen einer wissenschaftlichen Laufbahn (Verbleib an der Uni, z. B. zur Habilitation) oder Wechsel in sonstigen öffentlichen Dienst oder Wirtschaft zu treffen. Im letzteren Fall ist eine Promotion im Studiengang Informatik keinesfalls „Pflicht“ für berufliche Chancen (anders als z. B. in der Medizin oder Chemie). Auch zahlt sich die zusätzlich an der Universität verbrachte Zeit nicht notwendigerweise finanziell aus.

## Geschichte
Der Begriff Informatik wurde 1957 von Karl Steinbuch geprägt (siehe Definition der Informatik). Die Einrichtung von Studiengängen der Informatik in der Bundesrepublik Deutschland erfolgte gegen Ende der 1960er Jahre im Rahmen des Überregionalen Forschungsprogramms Informatik (ÜRF) als Reaktion auf die sogenannte Softwarekrise. Während sich das Bundesforschungsministerium noch auf die bessere Ausstattung von Rechenzentren und die Einrichtung von Großforschungseinrichtungen konzentrierte, beklagte die Industrie bereits den Mangel an qualifizierten Fachkräften. Robert Piloty, Professor an der Technischen Hochschule Darmstadt, wies in diesem Zusammenhang darauf hin, dass die Ausbildung von Fachkräften Aufgabe der Hochschulen sei.
Unter Pilotys Einfluss entstanden auch Empfehlungen für den Studiengang Informatik, die sich an den amerikanischen Studiengängen der Computer Science orientierten. 1968 verwendete der damalige Bundesforschungsminister Gerhard Stoltenberg in einer Rede in der TU Berlin Informatik als Bezeichnung für die neu einzurichtenden Studiengänge. Das Forschungsprogramm sah 120 Forschungsgruppen an 15 bis 20 Hochschulen vor. Die Personal- und Sachausgaben sollten in der Anschubphase zu 70 % vom Bund und zu 30 % von den jeweiligen Ländern getragen werde. Voraussetzung für die Teilnahme am Programm war die Einführung des Informatikstudiums bis zum Wintersemester 1971.
1956 konnten sich die ersten Studenten der Technischen Hochschule Darmstadt (TH Darmstadt) am Darmstädter Elektronischen Rechenautomaten mit den Problemen von Rechenautomaten befassen. Zeitgleich wurden an der TH Darmstadt die ersten Programmiervorlesungen- und praktika angeboten. Die TH München (heute TU München) bot bereits 1967 einen Studienzweig Informationsverarbeitung im Rahmen des Mathematikstudiums an. 1968 führte die TH Darmstadt den ersten Informatikstudiengang ein. 
Fachausschüsse der Gesellschaft für Angewandte Mathematik und Mechanik und der Nachrichtentechnischen Gesellschaft erarbeiteten 1969 unter Leitung von Friedrich L. Bauer und Wolfgang Händler Studienmodelle für das neu zu etablierende Studienfach Informatik, auf deren Grundlage Studienpläne an den Hochschulen konzipiert wurden. Im gleichen Jahr erfolgte an der TH Darmstadt die Einrichtung des Studiengangs "Datentechnik (Technische Informatik)" und 1970 ein Mathematikstudiengang, der mit dem Grad "Diplomingenieur im Fach Mathematik mit Schwerpunkt Informatik" abschloss. Ebenfalls 1969 wurde in der DDR das Vollstudium Maschinelle Rechentechnik eingeführt. An der TU Dresden wurde 1967 Maschinelle Rechentechnik (Institut für Maschinelle Rechentechnik (IMR)) als Wahlfach angeboten. Zum Herbstsemester 1969 nahm eine "Sektion Informationsverarbeitung" der Fakultät Elektrotechnik/Elektronik mit zunächst jährlich ca. 150 Studenten im Vollstudium die Ausbildung zum "Diplomingenieur für Informationsverarbeitung" auf. (Der Begriff "Informatik" war in der DDR von der Bibliothekswissenschaft besetzt, das änderte sich erst in den 1980er Jahren). Die Fachhochschule Furtwangen führte 1968 den Studiengang Informatorik (Programmierung von Rechenanlagen) als selbständigen Studiengang ein. Die Universität Karlsruhe (das jetzige KIT) bot im Wintersemester 1969/70 erstmals ein Vollstudium Informatik an, brachte 1971 Deutschlands erste Diplom-Informatiker hervor und gründete 1972 die erste Informatik-Fakultät. Im Jahre 2002 wurde 30 Jahre Informatik an deutschen Universitäten gefeiert.
In Österreich wurde die gesetzliche Grundlage für das Informatikstudium durch das Bundesgesetz vom 10. Juli 1969 geschaffen.
Noch im Jahr 1969 wurden an der Johannes Kepler Universität Linz mit den Vorlesungen des Diplomstudiums Informatik begonnen, obwohl von den Initiatoren der Studienrichtung unter der Führung von Heinz Zemanek der gemeinsame Start mit Wien für 1970 paktiert war. An der TU Wien (damals noch „Technische Hochschule in Wien“) wurde die Studienrichtung Informatik (Studienkennzahl E88) gemeinsam mit der Universität Wien (Studienkennzahl A88) eingerichtet. Die Informatik erhielt erstmals in Österreich eine Studienkommission zur Erarbeitung von Studienordnung und Studienplan, in der Professoren, wissenschaftliche Mitarbeiter und Studenten in gleicher Anzahl vertreten waren (je 3 von der „Technik“ und je 2 von der Universität Wien; Drittelparität). Da sich dieses Experiment, das unter der Generallinie "Demokratisierung aller Lebensbereiche" der 1970 gewählten Alleinregierung der Sozialistischen Partei Österreichs (SPÖ) unter Bundeskanzler Kreisky stand, an der Informatik bewährt hatte, wurde dieses Gremium mit dem Universitätsorganisationsgesetz 1975 ("UOG ´75") für alle Österreichischen Studienrichtungen eingeführt. Im Januar 1971 fand an der damaligen TH Wien der Gründungskongress der Studienrichtung mit weltweit führenden Referenten statt. Nach und nach entstand durch Berufung von ein bis zwei Professoren pro Jahr das Lehrangebot schritthaltend zum Studienfortgang des ersten Jahrganges. Die Anzahl der Informatik-Studenten erhöhte sich in den ersten Jahren von etwa 50 im Jahr 1970 um etwa weitere 50 pro Jahr.
1975 verließen die ersten Absolventen die TU Wien mit dem Akademischen Grad Diplomingenieur (Dipl.-Ing.).
In den folgenden Jahren und Jahrzehnten entwickelte sich die Informatik zur Studienrichtung mit der höchsten Anzahl an Studenten. In den 1990er Jahren verzweigte sich die Informatik in eine Vielzahl von Studiengängen, obwohl weder Personal, Raum noch Geld dafür vorhanden war und ist (etwa Medieninformatik, Medizinische Informatik). 2012 sah sich die TU Wien gezwungen, die Anzahl der Studierenden der Informatik zu beschränken.
In der Schweiz bestand erst ab 1980 an der ETH Zürich eine Studienmöglichkeit.
Eine aktuelle – den wirtschaftlichen Gegebenheiten angepasste – Entwicklung ist, Teile des Informatikstudiums als einzelne Studiengänge zu etablieren, wie beispielsweise Wirtschaftsinformatik, angewandte Informatik oder Softwaretechnik.